# نادي سان بيدرو
نادي سان بيدرو هو نادي كرة قدم من مدينة سان بيدرو، ساحل العاج.تأسس النادي في عام 2004 ويلعب حالياً في دوري ساحل العاج الممتاز.